# Walker Art Gallery

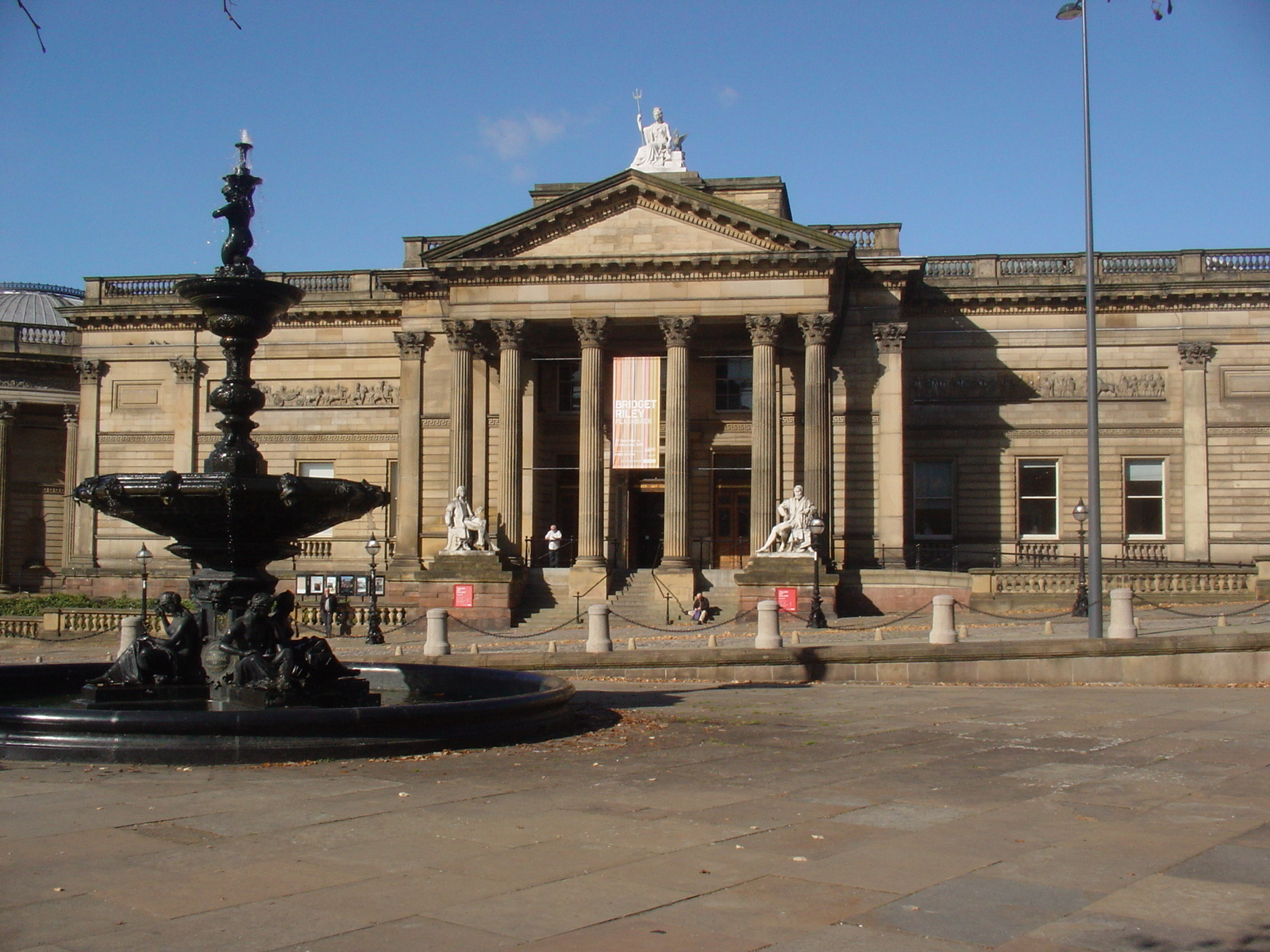

De Walker Art Gallery is een museum in het Engelse Liverpool. Het werd opgericht in 1877 en bevindt zich aan William Brown Street. In het museum wordt kunst tentoongesteld. Tot de collectie behoren Italiaanse en Nederlandse kunst (1300-1550), Europese kunst (1550-1900), waaronder werken van Giambattista Pittoni, Rembrandt, Nicolas Poussin, Edgar Degas, Britse kunst uit de 18de en 19de eeuw, en werken van lucian Freud, David Hockney, Gilbert and George.